# Montagu Lowry-Corry, I barone Rowton
Montagu William Lowry-Corry, I barone Rowton (Londra, 8 ottobre 1838 – Londra, 9 novembre 1903) è stato un filantropo e politico inglese.

## Biografia
Era il secondo figlio del parlamentare Henry Lowry-Corry, e di sua moglie, Lady Harriet Ashley-Cooper, figlia di Cropley Ashley-Cooper, VI conte di Shaftesbury. Il riformatore sociale Anthony Ashley-Cooper, VII conte di Shaftesbury era suo zio materno. È stato istruito a Harrow e al Trinity College (Cambridge).

## Carriera
Il padre di Lowry-Corry era stato un membro del secondo governo di Lord Derby, perciò Lowry-Corry è stato portato a stretto contatto con la politica del partito conservatore, ma si dice che sia stata la sua personalità vincente e le realizzazioni sociali, piuttosto che i suoi legami politici che lo raccomandò a Benjamin Disraeli, che nel 1866 lo nominò suo segretario privato.
Quando Disraeli si dimise nel 1868, Lowry-Corry rifiutò diverse offerte di lavoro pubblico. Quando, nel 1874, questi tornò al potere Corry riprese la sua posizione. Accompagnò Disraeli al Congresso di Berlino nel 1878.
Alla sconfitta dei conservatori nel 1880, Corry è stato nominato barone Rowton.
Lord Rowton era ad Algeri quando Disraeli fu colpito dalla sua ultima malattia, nella primavera del 1881; tornò in fretta al capezzale del suo vecchio capo. Disraeli lasciò in eredità a Rowton tutta la sua corrispondenza e altri documenti. Nel 1900 divenne un membro del consiglio privato.
Lord Rowton è ricordato anche come filantropo per la creazione dei Rowton Houses.

## Morte
Lord Rowton non si sposò mai. Fu accusato di aver avuto una relazione con Violet, marchesa di Granby e di essere il padre di Lady Violet Manners.
Morì nella sua casa di Londra, il 9 novembre 1903, all'età di 65 anni.

## Ascendenza
|                                                   |                                                    |                                                     | Genitori                                        |  |  | Nonni |  |  | Bisnonni                              |  |  | Trisnonni                 |  |
|                                                   |                                                    |                                                     |                                                 |  |  |       |  |  | 8. Armar Lowry-Corry, I conte Belmore |  |  | 16. Galbraith Lowry-Corry |  |
|                                                   |                                                    |                                                     |                                                 |  |  |       |  |  | 8. Armar Lowry-Corry, I conte Belmore |  |  | 16. Galbraith Lowry-Corry |  |
|                                                   |                                                    | 17. Sarah Corry                                     |                                                 |  |  |       |  |  | 8. Armar Lowry-Corry, I conte Belmore |  |  |                           |  |
| 4. Somerset Lowry-Corry, II conte Belmore         |                                                    |                                                     |                                                 |  |  |       |  |  | 8. Armar Lowry-Corry, I conte Belmore |  |  |                           |  |
|                                                   |                                                    | 9. Margaret Butler                                  | 18. Somerset Butler, I conte di Carrick         |  |  |       |  |  |                                       |  |  |                           |  |
|                                                   |                                                    | 9. Margaret Butler                                  | 18. Somerset Butler, I conte di Carrick         |  |  |       |  |  |                                       |  |  |                           |  |
|                                                   |                                                    | 9. Margaret Butler                                  | 19. Juliana Boyle                               |  |  |       |  |  |                                       |  |  |                           |  |
| 2. Henry Lowry-Corry                              |                                                    | 9. Margaret Butler                                  |                                                 |  |  |       |  |  |                                       |  |  |                           |  |
|                                                   |                                                    | 10. Henry Butler, II conte di Carrick               | 20. Somerset Butler, I conte di Carrick (= 18.) |  |  |       |  |  |                                       |  |  |                           |  |
|                                                   |                                                    | 10. Henry Butler, II conte di Carrick               | 20. Somerset Butler, I conte di Carrick (= 18.) |  |  |       |  |  |                                       |  |  |                           |  |
|                                                   |                                                    | 10. Henry Butler, II conte di Carrick               | 21. Juliana Boyle (= 19.)                       |  |  |       |  |  |                                       |  |  |                           |  |
| 5. Juliana Butler                                 |                                                    | 10. Henry Butler, II conte di Carrick               |                                                 |  |  |       |  |  |                                       |  |  |                           |  |
|                                                   |                                                    | 11. Sarah Taylor                                    | 22. Edward Taylor                               |  |  |       |  |  |                                       |  |  |                           |  |
|                                                   |                                                    | 11. Sarah Taylor                                    | 22. Edward Taylor                               |  |  |       |  |  |                                       |  |  |                           |  |
|                                                   |                                                    | 11. Sarah Taylor                                    | 23. Anne Maunsell                               |  |  |       |  |  |                                       |  |  |                           |  |
| 1. Montagu Lowry-Corry, I barone Rowton           |                                                    | 11. Sarah Taylor                                    |                                                 |  |  |       |  |  |                                       |  |  |                           |  |
|                                                   | 12. Anthony Ashley-Cooper, IV conte di Shaftesbury | 24. Anthony Ashley-Cooper, III conte di Shaftesbury |                                                 |  |  |       |  |  |                                       |  |  |                           |  |
|                                                   | 12. Anthony Ashley-Cooper, IV conte di Shaftesbury | 24. Anthony Ashley-Cooper, III conte di Shaftesbury |                                                 |  |  |       |  |  |                                       |  |  |                           |  |
|                                                   | 12. Anthony Ashley-Cooper, IV conte di Shaftesbury | 25. Jane Ewer                                       |                                                 |  |  |       |  |  |                                       |  |  |                           |  |
| 6. Cropley Ashley-Cooper, VI conte di Shaftesbury | 12. Anthony Ashley-Cooper, IV conte di Shaftesbury |                                                     |                                                 |  |  |       |  |  |                                       |  |  |                           |  |
|                                                   |                                                    | 13. Mary Bouverie                                   | 26. Jacob Bouverie, I visconte Folkestone       |  |  |       |  |  |                                       |  |  |                           |  |
|                                                   |                                                    | 13. Mary Bouverie                                   | 26. Jacob Bouverie, I visconte Folkestone       |  |  |       |  |  |                                       |  |  |                           |  |
|                                                   |                                                    | 13. Mary Bouverie                                   | 27. Mary Clarke                                 |  |  |       |  |  |                                       |  |  |                           |  |
| 3. Harriet Ashley-Cooper                          |                                                    | 13. Mary Bouverie                                   |                                                 |  |  |       |  |  |                                       |  |  |                           |  |
|                                                   |                                                    | 14. George Spencer, IV duca di Marlborough          | 28. Charles Spencer, III duca di Marlborough    |  |  |       |  |  |                                       |  |  |                           |  |
|                                                   |                                                    | 14. George Spencer, IV duca di Marlborough          | 28. Charles Spencer, III duca di Marlborough    |  |  |       |  |  |                                       |  |  |                           |  |
|                                                   |                                                    | 14. George Spencer, IV duca di Marlborough          | 29. Elizabeth Trevor                            |  |  |       |  |  |                                       |  |  |                           |  |
| 7. Anne Spencer                                   |                                                    | 14. George Spencer, IV duca di Marlborough          |                                                 |  |  |       |  |  |                                       |  |  |                           |  |
|                                                   |                                                    | 15. Caroline Russell                                | 30. John Russell, IV duca di Bedford            |  |  |       |  |  |                                       |  |  |                           |  |
|                                                   |                                                    | 15. Caroline Russell                                | 30. John Russell, IV duca di Bedford            |  |  |       |  |  |                                       |  |  |                           |  |
|                                                   |                                                    | 15. Caroline Russell                                | 31. Gertrude Leveson-Gower                      |  |  |       |  |  |                                       |  |  |                           |  |
|                                                   |                                                    | 15. Caroline Russell                                |                                                 |  |  |       |  |  |                                       |  |  |                           |  |